# Kanton Échirolles
Der Kanton Charvieu-Chavagneux ist seit 1973 ein französischer Wahlkreis im Arrondissement Grenoble, im Département Isère und in der Region Auvergne-Rhône-Alpes.  Hauptort ist Échirolles. 

## Gemeinden
Der Kanton besteht aus 3 Gemeinden mit insgesamt 47.474 Einwohnern (Stand: 2022) auf einer Gesamtfläche von 15,14 km²:
| Gemeinde          | Einwohner 1. Januar 2022 | Fläche km² | Dichte Einw./km² | Code INSEE | Postleitzahl |
| ----------------- | ------------------------ | ---------- | ---------------- | ---------- | ------------ |
| Bresson           | 671                      | 2,78       | 241              | 38057      | 38320        |
| Échirolles        | 36.708                   | 7,86       | 4.670            | 38151      | 38130        |
| Eybens            | 10.095                   | 4,50       | 2.243            | 38158      | 38320        |
| Kanton Échirolles | 47.474                   | 15,14      | 3.136            | 3805       | –            |